# Robert Morison
Pour les articles homonymes, voir Morison.
Robert Morison est un botaniste écossais, né en 1620 à Aberdeen et mort le 10 novembre 1683 à Londres.
À cause des guerres de religion et ayant pris parti du roi Charles II d'Angleterre (1630-1685), il doit s’exiler. Il étudie la médecine à Angers. Charles II le recommande à son oncle, le duc d’Orléans (1640-1701).[réf. nécessaire] Celui lui offre alors l’intendance de son jardin botanique du château de Blois.
Morison donne en 1669 une nouvelle édition de l’Hortus blesensis (ou Herbier du jardin de Blois) qu’avait publié, en 1653, Abel Brunier (1573-1665).
Il publie, en 1672, la première monographie consacrée à une famille de végétaux, les ombellifères, Plantarum umbelliferarum distribution nova. C’est aussi sa première application de classification suivant une méthode rigoureuse et logique. Il utilise principalement la forme des fruits.
Le retour de Charles II sur son trône, permet à Morison de retourner à Oxford en 1659 où il est nommé professeur de botanique et devient médecin du roi. Il fait paraître, en 1680, Plantarum historia universalis Oxoniensis. Il meurt dans un accident, heurté par le timon d’une charrette, comme Joseph Pitton de Tournefort (1656-1708). Son caractère orgueilleux lui vaut certaines inimitiés comme celle de John Ray (1627-1705).